# Samuel Ferguson
Pour les articles homonymes, voir Ferguson.
Sir Samuel Ferguson, né le 10 mars 1810 à Belfast et mort le 9 août 1886 à Howth, est un poète irlandais, avocat, antiquaire, artiste et fonctionnaire. Il est un poète irlandais reconnu du XIXe siècle, et par son intérêt pour la mythologie irlandaise et les débuts de l'histoire irlandaise peut être considéré comme un précurseur de William Butler Yeats et des autres poètes du renouveau littéraire irlandais,.

## Jeunesse

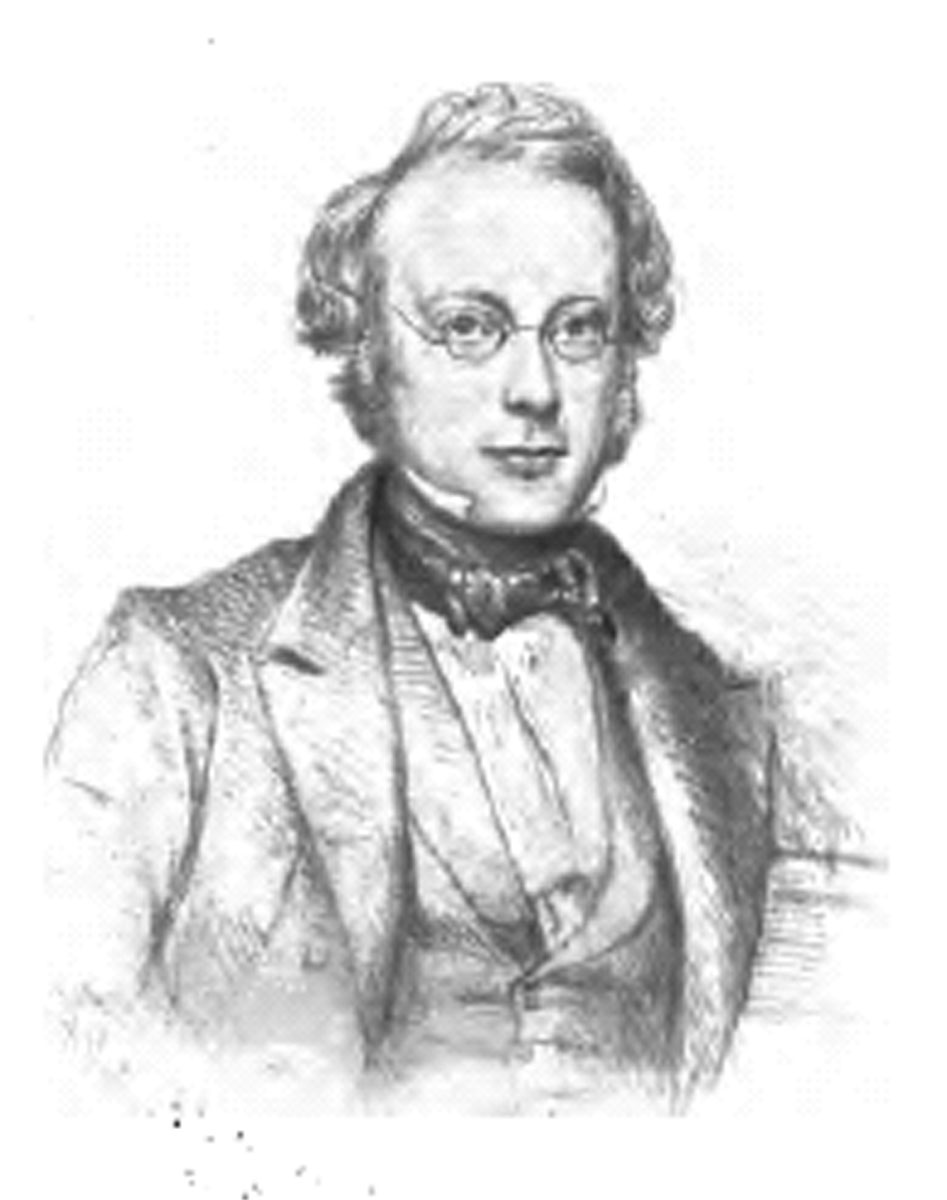
Samuel Ferguson dans sa jeunesse.

Ferguson est né à Belfast, en Irlande, le troisième fils de John Ferguson et Agnes Knox. Son père est un dépensier et sa mère est une salonnière et une amoureuse de la littérature, qui lisait les œuvres de Shakespeare, Walter Scott, Keats, Shelley et d'autres auteurs de langue anglaise à ses six enfants.
Ferguson vit à plusieurs adresses, dont Glenwhirry, où il déclare plus tard avoir acquis un amour de la nature qui a inspiré ses œuvres. Il étudie à la Belfast Academy et à la Belfast Academical Institution. Plus tard, il s'installe à Dublin, pour l'enseignement du droit au Trinity College, obtenant son BA en 1826 et son MA en 1832.
Son père a épuisé la fortune familiale et Ferguson est contraint de subvenir à ses besoins pendant ses années d'études. Il se tourne vers l'écriture et collabore régulièrement au Blackwood's Magazine à l'âge de 22 ans. Il est admis au barreau en 1838, mais continue d'écrire et de publier, à la fois dans le Blackwood's et dans le tout nouveau Dublin University Magazine.

## Carrière
Ferguson s'installe à Dublin, où il pratique le droit. En 1846, il visite des musées, des bibliothèques et des sites archéologiques européens étroitement liés à l'érudition irlandaise.
Il épouse Mary Guinness (1823-1905) en 1848, une arrière-petite-nièce d'Arthur Guinness et la fille aînée de Robert Rundell Guinness (en) qui fonde la banque Guinness Mahon. A cette époque, il défend le poète jeune irlandais Richard Dalton Williams. Il prend sa retraite du barreau en 1867 lorsqu'il est nommé premier adjoint au conservateur des archives publiques d'Irlande.
En plus de sa poésie, Ferguson rédige un certain nombre d'articles sur des sujets d'intérêt irlandais dans des revues d'antiquaires. En 1863, il voyage en Bretagne, en Irlande, au Pays de Galles, en Angleterre et en Écosse pour étudier les mégalithes et autres sites archéologiques. Ces études sont importantes pour son œuvre antiquaire majeure, Ogham Inscriptions in Ireland, Wales, and Scotland, qui est éditée après sa mort par sa veuve et publiée en 1887.
Ses poèmes rassemblés, Lays of the Western Gael sont publiés en 1865, aboutissant à l'attribution d'un diplôme LL. D. honoris causa de Trinity. Il écrit plusieurs de ses poèmes avec des traductions irlandaises et anglaises. Il est fait chevalier en 1878.
Œuvre majeure de Ferguson, le long poème Congal est publié en 1872 et un troisième volume, Poems en 1880. En 1882, il est élu président de l'Académie royale d'Irlande, une organisation vouée à l'avancement de la science, de la littérature et des études antiquaires. Sa maison de North Great George's Street, à Dublin, est ouverte à tous ceux qui s'intéressent à l'art, à la littérature ou à la musique.
Ferguson donne les conférences Rhind en 1884, sur les «inscriptions Ogham en Irlande et en Écosse».
Il meurt à Howth, juste à l'extérieur de la ville de Dublin, et est enterré à Donegore près de Templepatrick, dans le comté d'Antrim.

## Travaux
- Lament for the Death of Thomas Davis, 1847
- Lays of the western Gael : and other poems, 1865 (lire en ligne)
- Cashel of Munster, 1867
- The Coolun, 1867
- Dear Dark Head, 1867
- Poems, 1880 (lire en ligne)
- Congal, 1872 (lire en ligne)
- Shakespearean Breviates, 1882 (lire en ligne)
- Ogham inscriptions in Ireland, Wales, and Scotland, 1887 (lire en ligne)
- The Poetry of Sir Samuel Ferguson, 1887
- Lays of the red branch, 1897 (lire en ligne)
- Poems of Sir Samuel Ferguson, 1918

### Biographie
- Mary Catharine Ferguson, Sir Samuel Ferguson in the Ireland of His Day, vol. 1, Edinburgh, William Blackwood and Sons, 1896 (lire en ligne)
- Mary Catharine Ferguson, Sir Samuel Ferguson in the Ireland of His Day, vol. 2, William Blackwood and Sons, 1896 (lire en ligne)
- SIR SAMUEL FERGUSON 1810-1886 POET AND ANTIQUARIAN (lire en ligne)